# Wasserleben
Wasserleben is een plaats en voormalige gemeente in de Duitse deelstaat Saksen-Anhalt, en maakt deel uit van de Landkreis Harz.
Wasserleben telt 1.540 inwoners.